# Grypotheca
Grypotheca är ett släkte av fjärilar. Grypotheca ingår i familjen säckspinnare.
Kladogram enligt Catalogue of Life:
| Grypotheca | \| \| Grypotheca horningae \| \| \| \| \| \| Grypotheca pertinax \| \| \| \| \| \| Grypotheca triangularis \| \| \| \| |
|            | \| \| Grypotheca horningae \| \| \| \| \| \| Grypotheca pertinax \| \| \| \| \| \| Grypotheca triangularis \| \| \| \| |
|            | Grypotheca horningae                                                                                                   |
|            | |
|            | Grypotheca pertinax |
|            | |
|            | Grypotheca triangularis                                                                                                |
|            | |